# Corynomalus vexillarius
Corynomalus vexillarius es una especie de coleóptero de la familia Endomychidae.

## Distribución geográfica
Habita en Ecuador y Perú.